# Le Grau-du-Roi
Le Grau-du-Roi là một xã trong vùng Occitanie, thuộc tỉnh Gard, quận Nîmes, tổng Aigues-Mortes. Tọa độ địa lý của xã là 43° 32' vĩ độ bắc, 04° 08' kinh độ đông. Le Grau-du-Roi nằm trên độ cao trung bình là 2 mét trên mực nước biển, có điểm thấp nhất là 0 mét và điểm cao nhất là 5 mét. Xã có diện tích 54,73 km², dân số vào thời điểm 1999 là 5875 người; mật độ dân số là 107 người/km².

## Thông tin nhân khẩu
| 1962  | 1968  | 1975  | 1982  | 1990  | 1999  | 2005  |
| ----- | ----- | ----- | ----- | ----- | ----- | ----- |
| 2.363 | 3.354 | 3.963 | 4.152 | 5.253 | 5.875 | 6.770 |

## Các thành phố kết nghĩa
- Dossenheim, Đức